# لاوباخ (راین-هونسروک)
لاوباخ (به آلمانی: Laubach) یک شهر در آلمان است که در راین-هونسروک واقع شده‌است. لاوباخ ۴۵۷ نفر جمعیت دارد.